# Łupki żdanowskie
Łupki żdanowskie lub łupki zdanowskie – łupki ilaste z cienkimi przeławiceniami piaskowców kwarcowych i czarnych łupków krzemionkowych oraz lidytów, zaliczane do  osadów pelagicznych lub hemipelagicznych.
Łupki żdanowskie to nazwa skał ordowicko-sylurskich o teksturze łupkowej, które składają się głównie z minerałów ilastych, a czarną barwę zawdzięczają dużej ilości drobnej, rozproszonej substancji organicznej pochodzącej z bardzo silnie pokruszonych szczątków flory. Często zawierają drobne skamieniałości z grupy graptolitów. Poza typowymi ciemnoszarymi odmianami występują często odmiany czerwone i zielone, które zawierają wkładki szarogłazów.
Odmianą łupków żdanowskich są łupki graptolitowe.

## Występowanie
Góry Bardzkie we wsi Żdanów (struktura bardzka). Nazwa pochodzi od miejscowości występowania.